# Mount Everest Nepal
Mount Everest Nepal là một câu lạc bộ bóng đá Palau thi đấu ở Giải bóng đá vô địch quốc gia Palau, giải bóng đá cấp độ cao nhất ở Palau, lần đầu tiên trong mùa giải đầu tiên năm 2004, và giành vị trí á quân, khi thua 2-0 trước Daewoo Ngatpang trong trận chung kết. Có nguồn cho rằng đội bóng cũng thi đấu ở mùa giải 2006–07 và về đích thứ ba, sau khi đánh bại Palau Tiger Team 4-2 trong trận tranh hạng ba. Do ghi nhận rời rạc nên không rõ có bao nhiêu mùa giải đội bóng đã tham gia, cụ thể từ năm 2004 đến năm 2006.